# Hydriomena septemberata
Hydriomena septemberata är en fjärilsart som beskrevs av Mcdunnough 1952. Hydriomena septemberata ingår i släktet Hydriomena och familjen mätare. Inga underarter finns listade i Catalogue of Life.